# Celosia humilis
Celosia humilis är en amarantväxtart som beskrevs av Karl Suessenguth. Celosia humilis ingår i släktet celosior, och familjen amarantväxter. Inga underarter finns listade i Catalogue of Life.